# 1000 km Brands Hatcha 1987
1000 km Brands Hatcha 1987 je bila sedma dirka Svetovnega prvenstva športnih dirkalnikov v sezoni 1987. Odvijala se je 26. julija 1987 na dirkališču Brands Hatch.

## Rezultati
| Poz    | Razred | Št  | Moštvo                      | Dirkači                                               | Šasija                             | Gume | Krogi |
| Poz    | Razred | Št  | Moštvo                      | Dirkači                                               | Motor                              | Gume | Krogi |
| ------ | ------ | --- | --------------------------- | ----------------------------------------------------- | ---------------------------------- | ---- | ----- |
| 1      | C1     | 4   | Silk Cut Jaguar             | John Nielsen Raul Boesel                              | Jaguar XJR-8                       | D    | 238   |
| 1      | C1     | 4   | Silk Cut Jaguar             | John Nielsen Raul Boesel                              | Jaguar 7.0L V12                    | D    | 238   |
| 2      | C1     | 15  | Britten – Lloyd Racing      | Mauro Baldi Johnny Dumfries                           | Porsche 962C GTi                   | G    | 238   |
| 2      | C1     | 15  | Britten – Lloyd Racing      | Mauro Baldi Johnny Dumfries                           | Porsche Type-935 2.8L Turbo Flat-6 | G    | 238   |
| 3      | C1     | 5   | Silk Cut Jaguar             | Jan Lammers John Watson                               | Jaguar XJR-8                       | D    | 229   |
| 3      | C1     | 5   | Silk Cut Jaguar             | Jan Lammers John Watson                               | Jaguar 7.0L V12                    | D    | 229   |
| 4      | C1     | 7   | Joest Racing                | Hans-Joachim Stuck Derek Bell                         | Porsche 962C                       | G    | 228   |
| 4      | C1     | 7   | Joest Racing                | Hans-Joachim Stuck Derek Bell                         | Porsche Type-935 2.8L Turbo Flat-6 | G    | 228   |
| 5      | C1     | 2   | Brun Motorsport             | Jochen Mass Oscar Larrauri                            | Porsche 962C                       | M    | 228   |
| 5      | C1     | 2   | Brun Motorsport             | Jochen Mass Oscar Larrauri                            | Porsche Type-935 2.8L Turbo Flat-6 | M    | 228   |
| 6      | C1     | 10  | Porsche Kremer Racing       | Volker Weidler Kris Nissen                            | Porsche 962C                       | Y    | 225   |
| 6      | C1     | 10  | Porsche Kremer Racing       | Volker Weidler Kris Nissen                            | Porsche Type-935 2.8L Turbo Flat-6 | Y    | 225   |
| 7      | C2     | 102 | Ecurie Ecosse               | Ray Mallock David Leslie                              | Ecosse C286                        | A    | 221   |
| 7      | C2     | 102 | Ecurie Ecosse               | Ray Mallock David Leslie                              | Ford Cosworth DFL 3.3L V8          | A    | 221   |
| 8      | C2     | 111 | Spice Engineering           | Fermín Vélez Gordon Spice                             | Spice SE86C                        | A    | 220   |
| 8      | C2     | 111 | Spice Engineering           | Fermín Vélez Gordon Spice                             | Ford Cosworth DFL 3.3L V8          | A    | 220   |
| 9      | C1     | 1   | Brun Motorsport             | Walter Brun Jésus Pareja                              | Porsche 962C                       | M    | 219   |
| 9      | C1     | 1   | Brun Motorsport             | Walter Brun Jésus Pareja                              | Porsche Type-935 2.8L Turbo Flat-6 | M    | 219   |
| 10     | C2     | 101 | Ecurie Ecosse               | Marc Duez Mike Wilds                                  | Ecosse C286                        | A    | 219   |
| 10     | C2     | 101 | Ecurie Ecosse               | Marc Duez Mike Wilds                                  | Ford Cosworth DFL 3.3L V8          | A    | 219   |
| 11     | C2     | 117 | Team Lucky Strike Schanche  | Will Hoy Martin Schanche                              | Argo JM19B                         | A    | 213   |
| 11     | C2     | 117 | Team Lucky Strike Schanche  | Will Hoy Martin Schanche                              | Zakspeed 1.9L Turbo I4             | A    | 213   |
| 12     | C2     | 106 | Kelmar Racing               | Maurizio Gellini Ranieri Randaccio Pasquale Barberio  | Tiga GC85                          | A    | 211   |
| 12     | C2     | 106 | Kelmar Racing               | Maurizio Gellini Ranieri Randaccio Pasquale Barberio  | Ford Cosworth DFL 3.3L V8          | A    | 211   |
| 13     | C2     | 118 | Chamberlain Engineering     | Olindo Iacobelli Jean-Louis Ricci John Nicholson      | Spice SE86C                        | A    | 201   |
| 13     | C2     | 118 | Chamberlain Engineering     | Olindo Iacobelli Jean-Louis Ricci John Nicholson      | Ford DFL 3.3L V8                   | A    | 201   |
| 14     | C2     | 114 | Team Tiga Ford Denmark      | Thorkild Thyrring Val Musetti                         | Tiga GC287                         | A    | 182   |
| 14     | C2     | 114 | Team Tiga Ford Denmark      | Thorkild Thyrring Val Musetti                         | Ford Cosworth BDT-E 2.3L Turbo I4  | A    | 182   |
| 15     | C2     | 127 | Chamberlain Engineering     | Nick Adams John Foulston                              | Spice SE86C                        | A    | 181   |
| 15     | C2     | 127 | Chamberlain Engineering     | Nick Adams John Foulston                              | Hart 418T 1.8L Turbo I4            | A    | 181   |
| 16     | C2     | 171 | CEE Racing                  | John Fyda Laurence Jacobsen Stefano Sebastiani        | Tiga GC286                         | A    | 171   |
| 16     | C2     | 171 | CEE Racing                  | John Fyda Laurence Jacobsen Stefano Sebastiani        | Ford Cosworth BDT-E 2.3L Turbo I4  | A    | 171   |
| 17 NC  | C2     | 178 | Automobiles Louis Descartes | Rudi Thomann Jean-Claude Ferrarin Gérard Tremblay     | ALD 02                             | A    | 144   |
| 17 NC  | C2     | 178 | Automobiles Louis Descartes | Rudi Thomann Jean-Claude Ferrarin Gérard Tremblay     | BMW M88 3.5L V8                    | A    | 144   |
| 18 NC  | C2     | 198 | Roy Baker Promotion         | David Andrews Mike Kimpton Jeremy Rossiter            | Tiga GC286                         | A    | 139   |
| 18 NC  | C2     | 198 | Roy Baker Promotion         | David Andrews Mike Kimpton Jeremy Rossiter            | Ford Cosworth DFL 3.3L V8          | A    | 139   |
| 19 DNF | C2     | 123 | Charles Ivey Racing         | John Sheldon Philippe de Henning                      | Tiga GC287                         | A    | 187   |
| 19 DNF | C2     | 123 | Charles Ivey Racing         | John Sheldon Philippe de Henning                      | Porsche Type-935 2.6L Turbo Flat-6 | A    | 187   |
| 20 DNF | C2     | 121 | Cosmic GP Motorsport        | Costas Los Dudley Wood James Weaver                   | Tiga GC287                         | G    | 150   |
| 20 DNF | C2     | 121 | Cosmic GP Motorsport        | Costas Los Dudley Wood James Weaver                   | Ford Cosworth DFL 3.3L V8          | G    | 150   |
| 21 DNF | C2     | 177 | Automobiles Louis Descartes | Jacques Heuclin Dominique Lacaud Louis Descartes      | ALD 03                             | A    | 117   |
| 21 DNF | C2     | 177 | Automobiles Louis Descartes | Jacques Heuclin Dominique Lacaud Louis Descartes      | BMW M88 3.5L V8                    | A    | 117   |
| 22 DNF | C2     | 104 | URD Junior Team             | Rudi Seher Hellmut Mundas Sean Walker                 | URD C81                            | A    | 97    |
| 22 DNF | C2     | 104 | URD Junior Team             | Rudi Seher Hellmut Mundas Sean Walker                 | BMW M88 3.5L I6                    | A    | 97    |
| 23 DNF | C2     | 115 | ADA Engineering             | Tiff Needell Ian Harrower                             | ADA 02B                            | ?    | 90    |
| 23 DNF | C2     | 115 | ADA Engineering             | Tiff Needell Ian Harrower                             | Ford Cosworth DFL 3.3L V8          | ?    | 90    |
| 24 DNF | C2     | 116 | Techno Racing               | Giovanni Lavaggi Luigi Taverna Jean-Pierre Frey       | Alba AR3                           | A    | 82    |
| 24 DNF | C2     | 116 | Techno Racing               | Giovanni Lavaggi Luigi Taverna Jean-Pierre Frey       | Ford Cosworth DFL 3.3L V8          | A    | 82    |
| 25 DNF | C2     | 200 | Dahm Cars Racing            | Robin Donovan Kenneth Leim                            | Argo JM19                          | G    | 54    |
| 25 DNF | C2     | 200 | Dahm Cars Racing            | Robin Donovan Kenneth Leim                            | Porsche Type-930 3.2L Turbo Flat-6 | G    | 54    |
| 26 DNF | C2     | 188 | Ark Racing                  | Lawrie Hickman Max Payne                              | Ceekar 83J                         | ?    | 10    |
| 26 DNF | C2     | 188 | Ark Racing                  | Lawrie Hickman Max Payne                              | Ford Cosworth DFV 3.0L V8          | ?    | 10    |
| 27 DNF | C2     | 191 | PC Automotive               | Richard Piper Mike Catlow                             | Royale RP40                        | ?    | 6     |
| 27 DNF | C2     | 191 | PC Automotive               | Richard Piper Mike Catlow                             | Ford Cosworth DFL 3.3L V8          | ?    | 6     |
| DNS    | C1     | 42  | Noël del Bello              | Jean-Pierre Jaussaud Gilles Lempereur Lucien Rossiaud | Sauber C8                          | ?    | -     |
| DNS    | C1     | 42  | Noël del Bello              | Jean-Pierre Jaussaud Gilles Lempereur Lucien Rossiaud | Mercedes-Benz M117 5.0L Turbo V8   | ?    | -     |

## Statistika
- Najboljši štartni položaj - #5 Silk Cut Jaguar - 1:14.440
- Najhitrejši krog - #5 Silk Cut Jaguar - 1:16.440
- Povprečna hitrost - 179.936 km/h